# KazTransGas
KazTransGas (russisch КазТрансГаз, kasachisch ҚазТрансГаз) ist ein Unternehmen aus Kasachstan mit Sitz in Astana. Es ist ein Tochterunternehmen der nationalen kasachischen Erdöl- und Erdgasgesellschaft KazMunayGas.
Das Unternehmen wurde am 5. Februar 2000 auf Beschluss der kasachischen Regierung gegründet.
Die Aktivitäten von KazTransGas konzentrieren sich auf den Transport von Erdgas und den Betrieb der dafür benötigten Pipelines.
Zur Gruppe gehören auch die Unternehmen Amangeldy Gas, Intergas Central Asia, KyrKazGas, KazTransGas Aimak, KazTransGas Almaty und KazTransGas Tbilisi.